# Santo Versace
Santo Domenico Versace (Reggio Calabria, 16 dicembre 1944) è un imprenditore, dirigente d'azienda, politico e produttore cinematografico italiano.

## Biografia
Nato in realtà il 16 dicembre 1944, ma per l'anagrafe il 2 gennaio 1945 (giorno della registrazione in Comune), Santo Versace è figlio di Antonio Versace e Francesca Olandese e fratello maggiore dei noti stilisti Gianni Versace (1946-1997) e Donatella Versace (1955). Da giovane coltiva la passione per lo sport, giocando a basket nella Viola Reggio Calabria, in serie B e fa politica nel Partito Socialista Italiano, dove diviene vicesegretario provinciale. Nel 1968 si laurea in Economia e Commercio all'Università degli Studi di Messina e trova il suo primo impiego alla filiale di Reggio Calabria della Banca di Credito Italiano. In seguito apre uno studio di commercialista a Reggio Calabria.
Nel 1976 si trasferisce definitivamente a Milano dove inizia a lavorare a tempo pieno con il fratello. A distanza di un anno avviene l'apertura ufficiale della Gianni Versace SpA. Santo Versace è presidente della società dalla sua costituzione ed è stato amministratore delegato fino al 2004. Possiede una quota societaria del 30%. Ha lavorato in televisione nei primi anni novanta per la syndication Italia 7, partecipando come voce fuori campo alla trasmissione di seconda serata Le altre notti.
Nel 1998 diventa azionista della Viola Basket di Reggio Calabria, società sportiva della sua città. Dal giugno 1998 all'ottobre 1999 è stato "Presidente della Camera Nazionale della Moda Italiana". È stato Presidente di Operation Smile Italia Onlus, associazione di medici e volontari che si occupa di bambini con malformazioni del volto in 70 Paesi del mondo.
A maggio 2019 fa il suo ingresso nella Minerva Pictures, società di produzione cinematografica di cui diventa presidente.

### Attività politica
Alle elezioni politiche del 2008 viene eletto alla Camera dei deputati nelle liste del Popolo della Libertà (PdL) nella circoscrizione Calabria.
Il 26 luglio 2011, durante l'iter di approvazione del disegno di legge proposto volto a introdurre l'aggravante di omofobia nel codice penale italiano, esprime il suo voto contrario alla pregiudiziale di costituzionalità proposta da Rocco Buttiglione e sostenuta dalla maggioranza.
Il 29 settembre 2011, con una lettera indirizzata al Presidente della Camera Gianfranco Fini e al capogruppo PdL alla Camera Fabrizio Cicchitto, lascia il PdL e aderisce al gruppo misto della Camera, lametando del fatto che «A me piace lavorare, e nel Pdl non hanno bisogno di uno che lavora. D'altra parte io ho cominciato a lavorare solo nel 1950, si vede che ho poca esperienza rispetto a loro».
Il 14 ottobre 2011 afferma di avere negato la fiducia al governo Berlusconi IV, collocandosi di fatto all'opposizione.
L'8 novembre 2011 è uno dei deputati della maggioranza che non vota il Rendiconto Generale dello Stato 2010 portando alla crisi del Governo Berlusconi IV e le conseguenti dimissioni del premier. Il 12 novembre di tale anno, durante la votazione della legge di stabilità, annuncia di aderire ad Alleanza per l'Italia. Lascia l'Alleanza per l'Italia il 17 luglio 2012. Ha dato il nome alla legge Reguzzoni-Versace, avendo contribuito insieme al deputato leghista Marco Reguzzoni alla stesura della legge che disciplina l'etichettatura "Made in Italy" ed introduce l'obbligo della tracciabilità delle lavorazioni tessili. Termina la propria esperienza parlamentare nel 2013.
Il 9 marzo 2014 viene eletto per acclamazione Presidente dell'Assemblea Nazionale di Fare per Fermare il Declino.
Dal momento della sua fondazione, nel gennaio 2015, sino alla sua dissoluzione nel 2016 ha fatto parte della direzione nazionale di Italia Unica, movimento politico dell'ex ministro Corrado Passera.
Successivamente ha lasciato ogni ruolo politico attivo.

## Vita privata
È stato sposato con Cristiana Ragazzi, da cui ha avuto due figli: Francesca, stilista di borse, e Antonio. Nel dicembre 2014 ha sposato con rito civile la compagna Francesca De Stefano, avvocata di origine reggina e dirigente pubblica. Nel 2019 ha ricevuto il Premio nazionale Toson d'oro di Vespasiano Gonzaga.
Il 24 novembre 2021, presso la sede della Commissione Adozioni Internazionali della Presidenza del Consiglio dei Ministri ha ricevuto da African Fashion Gate e dall' Ufficio Nazionale Antidiscriminazioni Razziali il Premio la Moda Veste la Pace per la sua attività nel sociale ed in particolare contro le discriminazioni.
L’8 luglio 2023 si è tenuto il matrimonio con cerimonia religiosa con Francesca De Stefano, a quasi 9 anni dall’unione civile. Al matrimonio hanno partecipato numerosi personaggi dello spettacolo accolti per il ricevimento presso Casina Valadier all’interno di Villa Borghese.